# Escadronul întâi
Escadronul întâi (titlu original: ファーストスクワッド Fāsuto sukuwaddo, în rusă Пе́рвый отря́д) este un film japonezo-rusesc de animație din 2009 regizat de Yoshiharu Ashino. Este o coproducție a studiourilor  Studio 4°C din Japonia și Molot Entertainment din Rusia. A primit premiul ziarului Kommersant.

## Prezentare
Are loc în zilele de deschidere ale celui de-al Doilea Război Mondial pe Frontul de Est (toamna și iarna 1941/1942). Distribuția principală este formată dintr-un grup de adolescenți sovietici cu abilități extraordinare; adolescenții au fost recrutați pentru a forma o unitate specială care să lupte cu armata germană invadatoare. Li se opune un ofițer Schutzstaffel (SS) care încearcă să ridice din morți o armată supranaturală de cruciați din Ordinul Crucii Sacre din secolul al XII-lea (adică Cavalerii Teutoni) și să-i înroleze în cauza nazistă.
Majoritatea adolescenților mor, cu excepția protagonistei Nadia. Ea este dusă într-un laborator secret sovietic care studiază fenomenele supranaturale, în special contactele cu morții. Sarcina Nadiei este să se scufunde în lumea morților pentru recunoaștere. Acolo, în Valea Sumbră, își întâlnește prietenii morți și îi convinge să continue lupta.

## Distribuție
| Personaj        | Actor de voce      | Dublaj engleză       |
| --------------- | ------------------ | -------------------- |
| Nadya           | Elena Chebaturkina | Cassandra Lee Morris |
| Leo             | Michael Tikhonov   | Joey Morris          |
| Zena            | Ludmila Shuvalova  | Carrie Keranen       |
| Marat           | Damir Eldarov      | Tony Oliver          |
| Valya           | Irina Savina       | Bryce Papenbrook     |
| General Below   | Aleksandr Gruzdev  | Michael McConnohie   |
| Baron Von Wolff | Sergei Aisman      | Phineas              |